# Elizabeth de la Porte
Elizabeth de la Porte (née le 15 septembre 1941 et décédée le 9 avril 2020) est une claveciniste britannique. 

Au cours de sa carrière d'interprète, elle fait de nombreuses apparitions publiques, au Royaume-Uni, en Europe continentale (Vienne, Genève, etc.) et dans son Afrique du Sud natale. Elle est acclamée pour un vaste répertoire comprenant Böhm, Rameau, François Couperin, Domenico Scarlatti et Haendel, mais elle est surtout réputée pour ses interprétations de J.-S. Bach, notamment ses Partitas pour clavecin solo. À ses débuts en mars 1972, elle est saluée par le Daily Telegraph comme « un esprit qui contemple et agit sur la connaissance stylistique intime ». Son enregistrement de Bach pour le label Saga Records est commenté dans Records & Recording par John Duarte (mars 1976) qui écrit : 

« C'est dans la Partita en si mineur que son jeu atteint les proportions de la grandeur. Il y a beaucoup à admirer dans le jeu de De la Porte, mais surtout par sa ligne et sa motivation ; elle joue comme un bon orateur parle, et ce serait un pauvre élève qui ne pourrait pas ajouter à une partition les longues marques de phrasé qu'impliquent ces performances. Ce n'est pas seulement qu'elle voit la fin de longues phrases et sections dès le début ; elle vous porte d'un seul coup du début à la fin ; c'est la totalité de la musique qu'elle communique et sa joie. »

## Biographie
Elizabeth de la Porte est née à Johannesbourg en Afrique du Sud le 15 septembre 1941, fille de William James Tomlinson et de son épouse, la chanteuse Betsy de la Porte. Pour sa scolarité, elle fréquente le Kingsmead College à Johannesbourg. Pour ses études de piano, elle s'adresse à Adolph Hallis, et pour Bach et pour la théorie à Stefan Zondagh. Elle est au milieu de son adolescence lorsqu'elle joue le premier concerto pour piano de Tchaïkovsky pour une émission de radio sud-africaine ; mais ses affinités les plus fortes vont toujours à Bach. Elle remporte la bourse d'études à l'étranger de l'université d'Afrique du Sud, grâce à son interprétation au piano de la Partita en ut mineur de Bach. 
Cette bourse la conduit trois ans à l'Académie de Vienne, où ses principaux professeurs sont Josef Dichler et Hilde Langer-Rühl (de). À Vienne, elle se familiarise avec le clavecin et elle est influencée par Nikolaus Harnoncourt qui est en train de créer le Concentus Musicus Wien. Elle intègre ensuite le Royal College of Music de Londres, où ses professeurs sont Kendall Taylor (piano) et Thornton Lofthouse (clavecin). Elle décide alors de se consacrer au clavecin et prolonge ses études avec Jane Clark et Rafael Puyana. 
Elle fait ses débuts au clavecin à la Salle Purcell (en) de Londres (février 1972), puis joue les six Suites françaises de Bach lors d'une série spéciale au St John's Smith Square, et accomplit un fait remarquable pour les années 1970 avec un récital Couperin à la salle Purcell, affichant complet. Elle fait plusieurs apparitions sur BBC Television. Son premier disque (microsillon, 1975) est la Collection Elizabeth de la Porte, pour Ted Perry et Saga Records, qui publient aussi son disque Bach comprenant le Concerto italien, l'Ouverture française et la Fantaisie chromatique et fugue. Son enregistrement des six Partitas est ensuite édité par Ted Perry qui vient de fonder Hyperion. Stanley Sadie, rédacteur en chef du New Grove, le décrit dans Gramophone (avril 1983) comme « un très bel enregistrement des partitas par Elizabeth de la Porte, qui montre l'étendue de ces exemples suprêmes de la suite de clavecins baroques ». Tous ces enregistrements d'œuvres de Jean-Sébastien Bach ont été réédités par London Independent Records, maintenant London Independent Classics. Le professeur Piet de Villiers (en) l'aide à quelques reprises au cours de sa carrière pour atteindre de plus hauts sommets. 
Des problèmes de santé entraînent sa retraite anticipée de la représentation publique, mais en juillet 2003, elle fait un unique retour, rejoignant l'orchestre baroque de son fils Sebastian Dawson-Bowling dans le Concerto pour clavecin en do majeur de Bach à l'église St Sepulchre de la City de Londres. Elle se concentre alors sur son enseignement au London Royal College of Music Juniors, qu’elle trouve particulièrement enrichissant, ainsi qu’à St Edmund’s et à la Junior King's School, toutes deux à Canterbury. 
En 2016, elle est nommée Fellow du Royal College of Music en reconnaissance de ses services à la musique et à l'éducation musicale pendant plus de cinquante ans.
Elle épouse le Dr Paul Dawson-Bowling en 1966 ; ils ont trois enfants, dont Leonora Dawson-Bowling, mezzo-soprano professionnelle. Elle vit avec son mari à Faversham dans l'East Kent jusqu'à son décès le 9 avril 2020.